# Bornholmerbanken
Bornholmerbanken eksisterede fra 1966 til februar 1992, hvor den gik konkurs. Sparekassen Bikuben overtog udover den bornholmske bank Hasle Bank (1902-1992) samme år den sunde del af Bornholmerbanken.
Bornholmerbanken blev skabt i 1966 ved en fusion af Svaneke Bank, Nexø og Omegns Bank og Aakirkeby Bank. Derudover blev 1. juni 1967 Bornholms Laane- og Diskontobank i Rønne fusioneret med Bornholmerbanken.
Ifølge forsikringsselskabet Bornholms Brand's 150-års jubilæumstryksag kunne "Bornholmerbanken" være blevet reddet, såfremt bankens ledelse ikke havde krævet en overpris.
Banken var trods en børsmæssige værdi på 40 mio. kroner blevet budt 60 mio. kr. Men da bankens ledelse i følge "Bornholms Brand" ikke ville nøjes med mindre end 80 mio. gik købet i vasken, og banken konkurs.